# Linda Toni Grahn
Linda "Toni" Grahn, egentligen Linda My Grahn, född 2 maj 1988 i Lerums församling är en svensk hårdrockssångare (sopran). Hon var sångerska i gruppen Follow The Cipher mellan 2014 och 2021. Gruppen nådde framgång med låten och singelskivan Winterfall från deras självbetitlade album 2018. År 2021 lämnade hon Follow The Cipher för att starta en ny grupp, Anima Veil. Hennes stil har beskrivits som symfonisk heavy metal.